# 国分太一のおさんぽジャパン
『国分太一のおさんぽジャパン』（こくぶんたいちのおさんぽジャパン）は、フジテレビ系列27局で2013年4月1日から2020年3月31日まで平日午前に放送されていた紀行ミニ番組であり、国分太一の冠番組。ジャパネットたかた一社提供。

## 概要
TOKIOのメンバーである国分太一が日本全国の名所を歩き、その土地の魅力を紹介する、タイトル通り散歩をテーマにした番組である。概ね2～3週間で1都道府県（10もしくは15回分放送）各地を散歩する。
本番組開始に伴い、『情報プレゼンター とくダネ!』は9:50終了、『ノンストップ!』は9:50開始に変更された。
なお、この時間帯にミニ番組が放送されるのは、『知りたがり!』の放送開始により枠が廃止されて以来3年ぶりであった（ただし、当時は全国ネットではなく、関東ローカルだった）。
2019年2月8日の放送分で1500回を達成。それに伴い、FNS系列のアナウンサーなどが国分が訪れた場所のオススメスポットを案内する「ご当地ガイド」がスタートした。
2020年3月31日の放送を以て約7年、1791回に亘る放送を終了し、翌4月1日より新番組『国分太一のお気楽さんぽ ～Happy Go Lucky〜』（2022年3月終了）としてリニューアルスタートした。

## 出演者

### レギュラーナビゲーター
- 国分太一（TOKIO）

### ナレーション
- 佐野瑞樹（フジテレビアナウンサー、2015年4月 - 2020年3月）

## 過去の出演者

### ナレーション
- 伊藤利尋（フジテレビアナウンサー、2013年4月 - 2015年3月）[注 3]

## ネット局と放送時間
| 放送対象地域   | 放送局                    | 系列                          | 放送時間（JST）          | ネット状況 |
| -------------- | ------------------------- | ----------------------------- | ------------------------ | ---------- |
| 関東広域圏     | フジテレビ（CX）          | フジテレビ系列                | 平日 11時25分 - 11時30分 | 【制作局】 |
| 北海道         | 北海道文化放送（uhb）     | フジテレビ系列                | 平日 11時25分 - 11時30分 | 同時ネット |
| 岩手県         | 岩手めんこいテレビ（mit） | フジテレビ系列                | 平日 11時25分 - 11時30分 | 同時ネット |
| 宮城県         | 仙台放送（OX）            | フジテレビ系列                | 平日 11時25分 - 11時30分 | 同時ネット |
| 秋田県         | 秋田テレビ（AKT）         | フジテレビ系列                | 平日 11時25分 - 11時30分 | 同時ネット |
| 山形県         | さくらんぼテレビ（SAY）   | フジテレビ系列                | 平日 11時25分 - 11時30分 | 同時ネット |
| 福島県         | 福島テレビ（FTV）         | フジテレビ系列                | 平日 11時25分 - 11時30分 | 同時ネット |
| 長野県         | 長野放送（NBS）           | フジテレビ系列                | 平日 11時25分 - 11時30分 | 同時ネット |
| 新潟県         | NST新潟総合テレビ（NST）  | フジテレビ系列                | 平日 11時25分 - 11時30分 | 同時ネット |
| 静岡県         | テレビ静岡（SUT）         | フジテレビ系列                | 平日 11時25分 - 11時30分 | 同時ネット |
| 富山県         | 富山テレビ（BBT）         | フジテレビ系列                | 平日 11時25分 - 11時30分 | 同時ネット |
| 石川県         | 石川テレビ（ITC）         | フジテレビ系列                | 平日 11時25分 - 11時30分 | 同時ネット |
| 福井県         | 福井テレビ（FTB）         | フジテレビ系列                | 平日 11時25分 - 11時30分 | 同時ネット |
| 中京広域圏     | 東海テレビ（THK）         | フジテレビ系列                | 平日 11時25分 - 11時30分 | 同時ネット |
| 近畿広域圏     | 関西テレビ（KTV）         | フジテレビ系列                | 平日 11時25分 - 11時30分 | 同時ネット |
| 島根県・鳥取県 | 山陰中央テレビ（TSK）     | フジテレビ系列                | 平日 11時25分 - 11時30分 | 同時ネット |
| 岡山県・香川県 | 岡山放送（OHK）           | フジテレビ系列                | 平日 11時25分 - 11時30分 | 同時ネット |
| 広島県         | テレビ新広島（tss）       | フジテレビ系列                | 平日 11時25分 - 11時30分 | 同時ネット |
| 愛媛県         | テレビ愛媛（EBC）         | フジテレビ系列                | 平日 11時25分 - 11時30分 | 同時ネット |
| 高知県         | 高知さんさんテレビ（KSS） | フジテレビ系列                | 平日 11時25分 - 11時30分 | 同時ネット |
| 福岡県         | テレビ西日本（TNC）       | フジテレビ系列                | 平日 11時25分 - 11時30分 | 同時ネット |
| 佐賀県         | サガテレビ（STS）         | フジテレビ系列                | 平日 11時25分 - 11時30分 | 同時ネット |
| 長崎県         | テレビ長崎（KTN）         | フジテレビ系列                | 平日 11時25分 - 11時30分 | 同時ネット |
| 熊本県         | テレビくまもと（TKU）     | フジテレビ系列                | 平日 11時25分 - 11時30分 | 同時ネット |
| 大分県         | テレビ大分（TOS）         | 日本テレビ系列 フジテレビ系列 | 平日 11時25分 - 11時30分 | 同時ネット |
| 鹿児島県       | 鹿児島テレビ（KTS）       | フジテレビ系列                | 平日 11時25分 - 11時30分 | 同時ネット |
| 沖縄県         | 沖縄テレビ（OTV）         | フジテレビ系列                | 平日 11時25分 - 11時30分 | 同時ネット |

- なお、後述する年末スペシャルについては、通常放送を非ネットとしていたテレビ宮崎（UMK、フジテレビ系列・日本テレビ系列・テレビ朝日系列とのクロスネット局）でも同時ネットで放送された。そして、2018年6月18日（#1336） - 7月6日（#1350）に放送された「国分太一のおさんぽジャパン～宮崎篇～」が、同年10月8日から10月27日まで放送された。
- 2018年9月6日は、北海道胆振東部地震の発生に伴い『FNNプライムニュース デイズの拡大枠として放送したため急遽放送休止となり、翌7日は予定を変更し7月18日放送分を再放送した。
- 2019年4月1日は、『FNN特報 列島縦断LIVE!ようこそ新元号SP』のため休止。

## スペシャル放送
いずれも当日の通常放送とは別に放送される。
国分太一のおさんぽジャパン年末スペシャル
- 2013年12月27日（金曜日）12:00 - 13:00に放送。

国分太一のおさんぽジャパン 新7大グルメSP
- 2016年12月29日（木曜日）13:55 - 14:55に放送。ゲストとして、国分と同じTOKIOメンバー、且つリーダーの城島茂が出演[4]。

## エピソード
- 沖縄テレビとテレビ大分では、『ご存知ですか』（日本テレビ）以来の同時間帯のネットワークセールス番組となった。
- 2013年7月12日放送分では、軽井沢の旅中に2012年9月までウェザーニューズ・SOLiVE24のキャスターで、偶然長野放送の番組ロケを行っていた小野英美（当時長野放送アナウンサー）が登場した[5]。

## テーマ曲
- ビートルズ「All You Need Is Love（邦題：愛こそはすべて）」

## スタッフ
- ナレーター[注 5]：佐野瑞樹（フジテレビアナウンサー、2015年4月  - ）
- 編成企画：矢野哲慈（フジテレビ）
- 構成：佐藤がっかり、キンダイチ
- リサーチ：松永都子、一宮由衣
- ロケ技術：共同テレビ映像取材部
- EED：岡本広、中川直喜、浅野春花
- MA：米山佐知子、峯紀雄
- 音響効果：山口晃司
- 広報：山本麻祐子（フジテレビ）
- AP：田屋聡美（共同テレビ）
- ディレクター：木曽守、川村公人
- 演出：富田一伸
- プロデューサー：加藤智章（フジテレビ）、今野貴之（共同テレビ）
- 制作協力：共同テレビ→共テレ[注 6]
- 制作：フジテレビ 編成局制作センター第二制作室（旧制作局第二制作センター）
- 制作著作：フジテレビ

過去のスタッフ
- ナレーター[注 5]：伊藤利尋（フジテレビアナウンサー、2013年4月 - 2015年3月）
- 編成企画：藤井修（フジテレビ）
- 広報：熊谷知子（フジテレビ）
- 演出：佃敏史
- プロデューサー：坪井貴史（フジテレビ）